# Onocolus mitralis
Onocolus mitralis là một loài nhện trong họ Thomisidae.
Loài này thuộc chi Onocolus. Onocolus mitralis được miêu tả năm 1979 bởi Lise.